# 4269 Боґадо
4269 Боґадо (4269 Bogado) — астероїд головного поясу, відкритий 22 березня 1974 року.
Тіссеранів параметр щодо Юпітера — 3,622.